# Aparasphenodon pomba
Espèce
Aparasphenodon pomba est une espèce d'amphibiens de la famille des Hylidae.

## Répartition
Cette espèce est endémique de l'État du Minas Gerais au Brésil. Elle se rencontre dans la municipalité de Cataguases.

## Description
Les 4 spécimens adultes mâles observés lors de la description originale mesurent entre 51,6 mm et 60,5 mm de longueur standard et les 4 spécimens adultes femelles observés lors de la description originale mesurent entre 58,7 mm et 62,1 mm de longueur standard.

## Étymologie
Son nom d'espèce lui a été donné en référence à son lieu de découverte, le rio Pomba.

## Publication originale
- Assis, Santana, Silva, Quintela & Feio, 2013 : A new and possibly critically endangered species of casque-headed tree frog Aparasphenodon Miranda-Ribeiro, 1920 (Anura, Hylidae) from southeastern Brazil. Zootaxa, no 3716, p. 583–591 (texte intégral).